# Cratere Bartels
Bartels è un cratere lunare di 54,95 km situato nella parte nord-occidentale della faccia visibile della Luna.
Il cratere è dedicato al geofisico tedesco Julius Bartels.

## Crateri correlati
Alcuni crateri minori situati in prossimità di Bartels sono convenzionalmente identificati, sulle mappe lunari, attraverso una lettera associata al nome.
| Bartels | Coordinate      | Diametro (in km) |
| ------- | --------------- | ---------------- |
| A       | 25°42′N 89°36′W | 16,85            |